# Anastasia Slutskaya
Anastasia Slutskaya (tiếng Nga: Анастасия Слуцкая) là một bộ phim về cuộc đời Công chúa Anastasia Slutskaya của đạo diễn Yury Yelkhov, ra mắt lần đầu năm 2004.

## Diễn viên
- Svetlana Zelenkovskaya... Công chúa Anastasia Slutskaya
- Gennady Davydko... Hoàng tử Semyon Olelkovich
- Anatoly Kot... Hoàng tử Vladimir Drutsky
- Furkat Fayzyev... Khan Baty-Girey
- Sergey Glushko (Tarzan)... Budimir
- Nikolai Kirichenko... Khodasevich
- Vyacheslav Solodilov... Boyar Koretsky

## Ê-kíp
- Giám đốc nghệ thuật: Valery Nazarov
- Phục trang: Yelena Igrusha, Zhanna Kapuatnikova
- Âm thanh: Igor Mayorov, Sergey Sinyavsky

## Vinh danh
- Liên hoan phim Listopad (2003)
- Liên hoan phim Houston (2004)